# Eranthis hyemalis
Eranthis hyemalis es una planta de la familia Ranunculaceae, la familia del ranúnculo, que se encuentra en Europa. La planta es pequeña, pero tiene flores grandes, amarillas, en forma de platillo. Se conoce comúnmente como "acónito de invierno" o "perdición del lobo". Esta planta crece de un tubérculo y tiene un hábito bajo. Todas las partes de la planta son venenosas cuando son consumidas por los seres humanos.

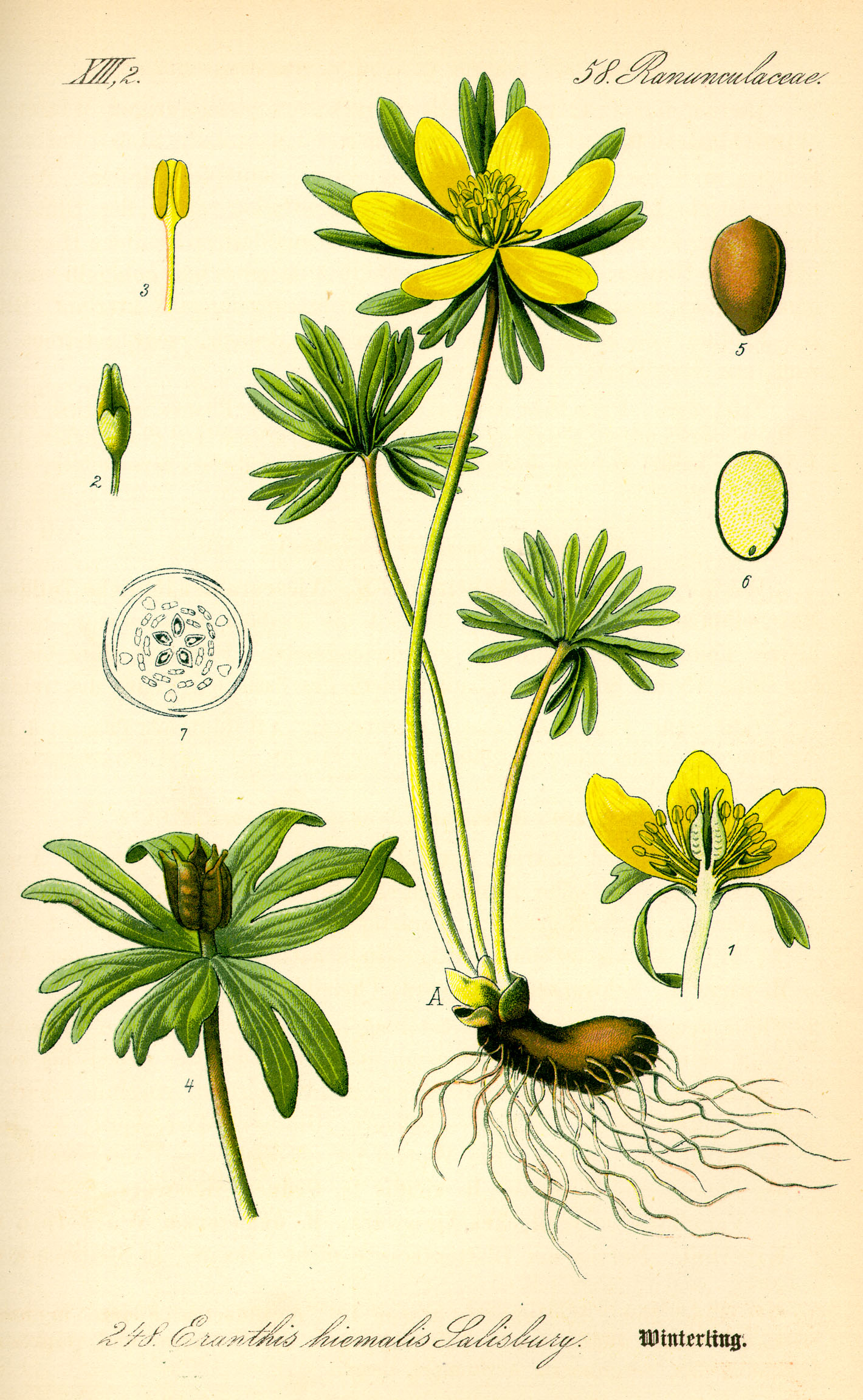
Grabado de Eranthis hyemalis en Flora von Deutschland, Österreich und der Schweiz 1885

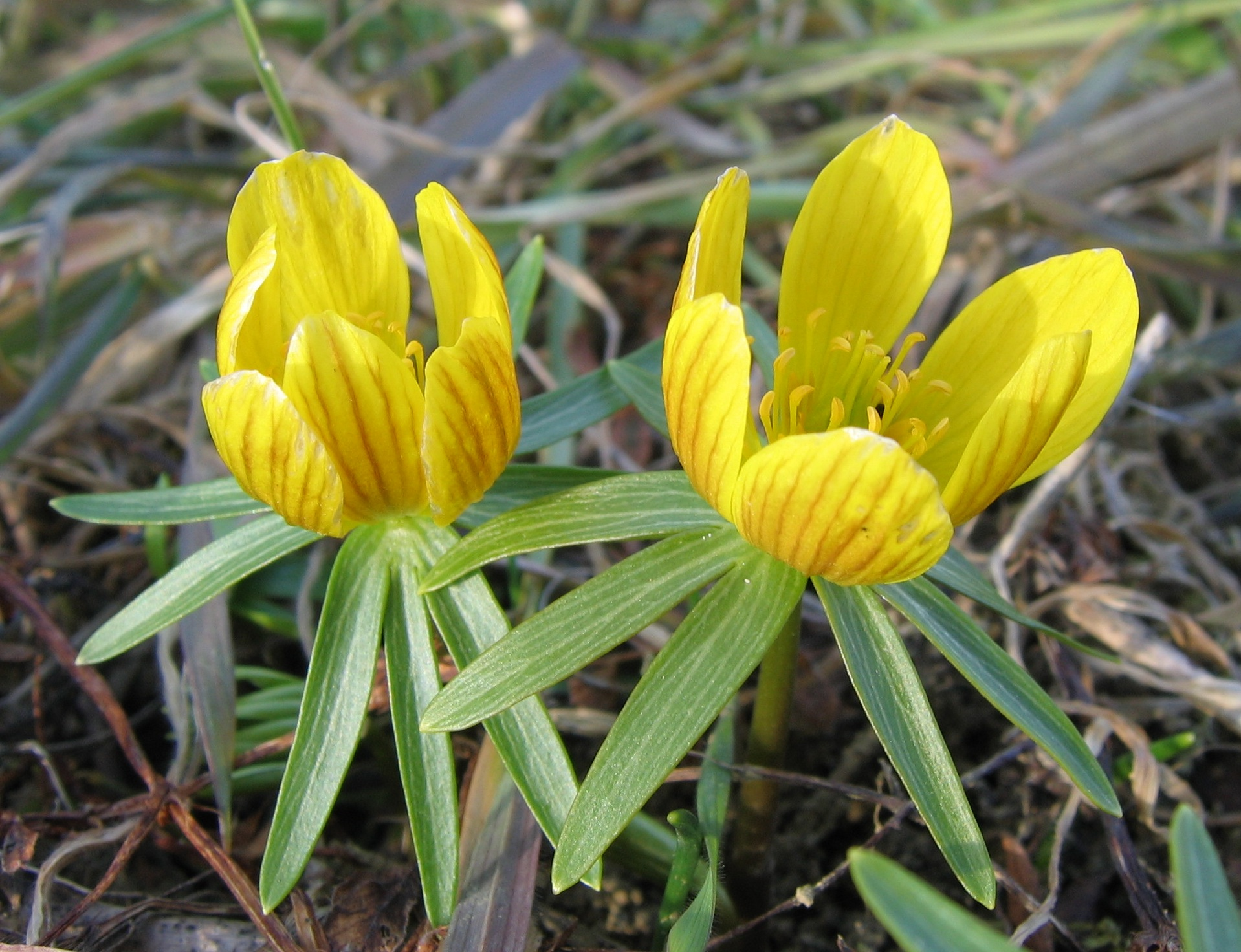
Eranthis hyemalis en Florencia

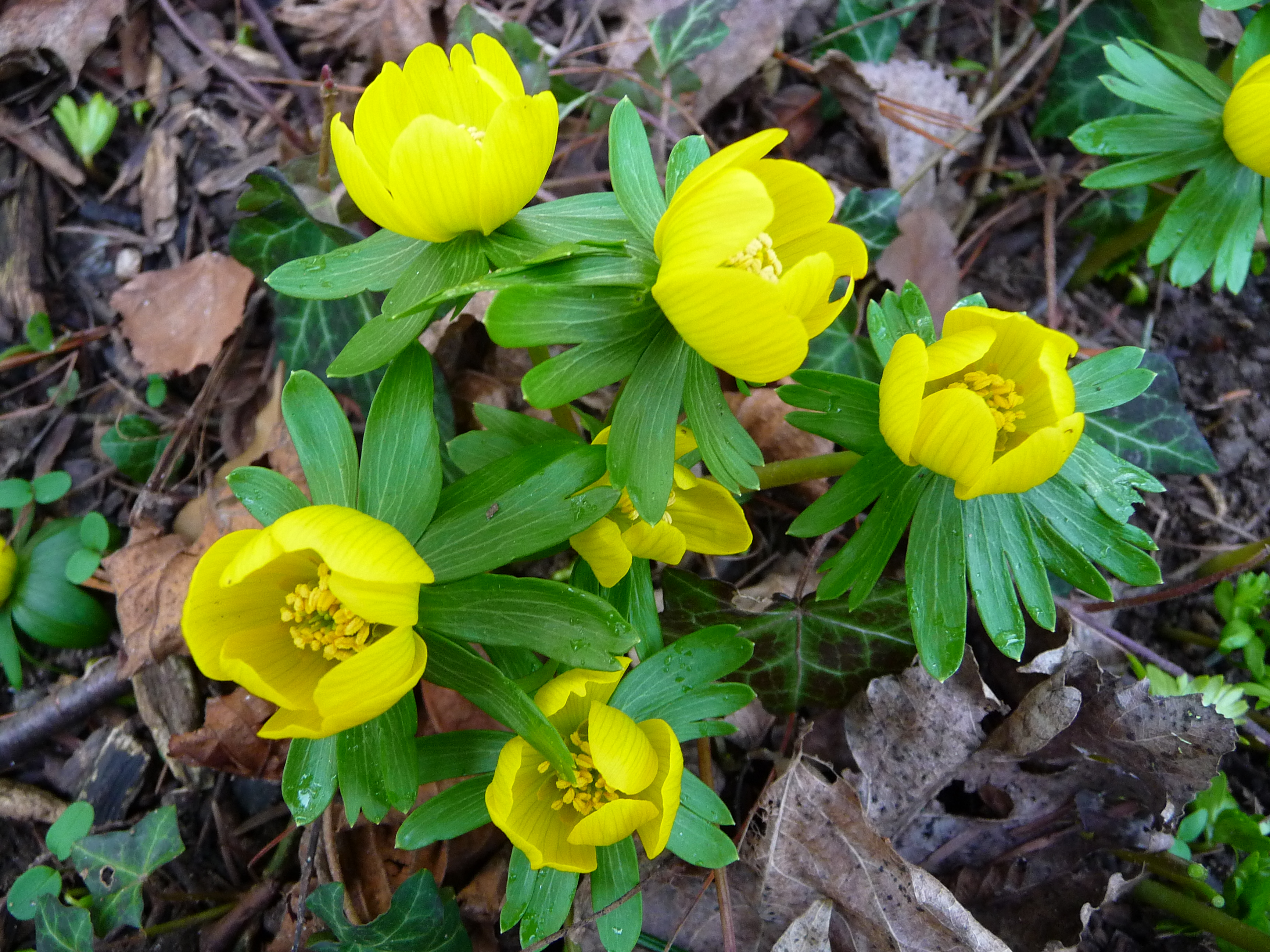
Eranthis hyemalis, flores medio abiertas

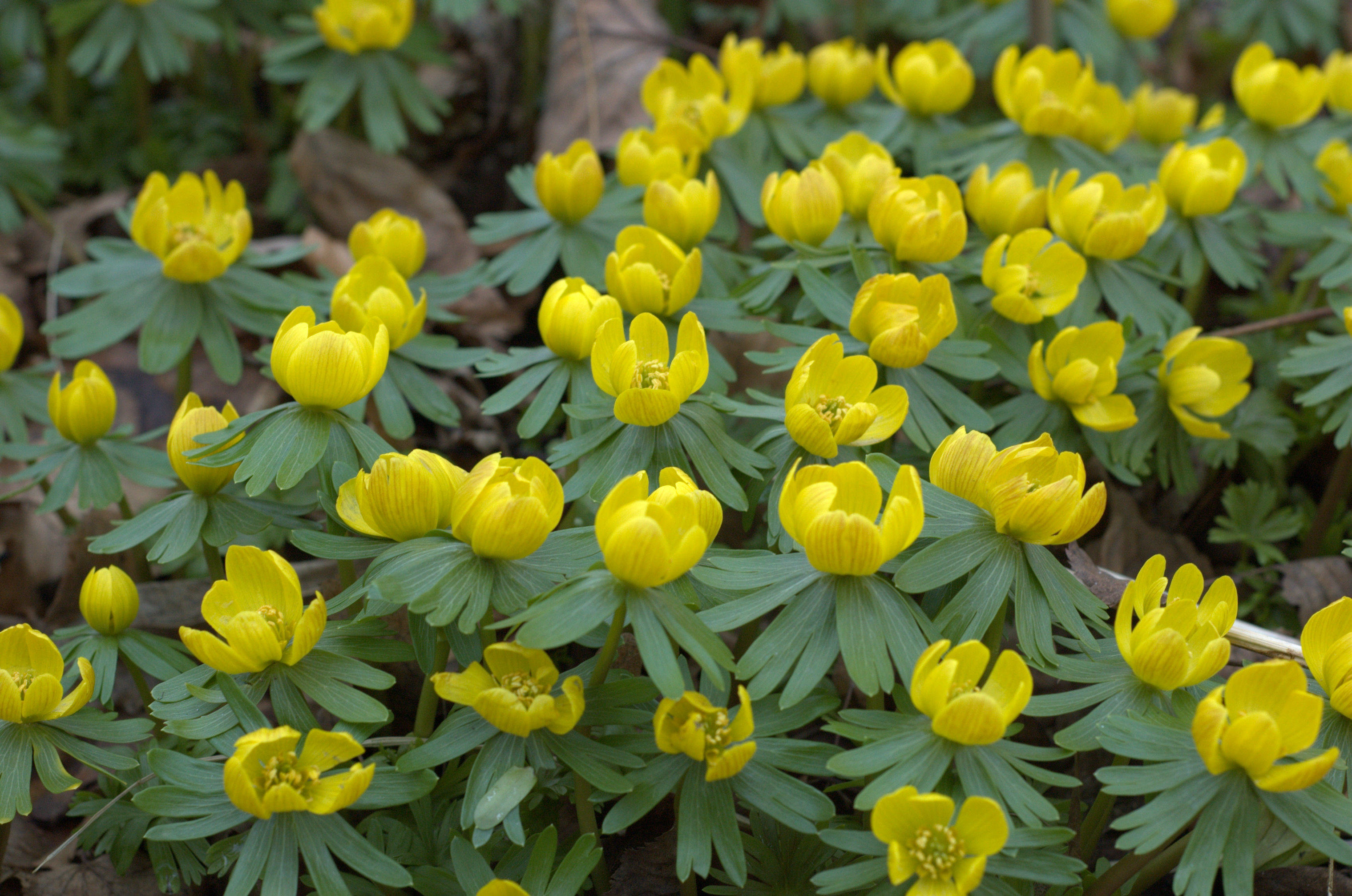
Eranthis hyemalis en Trädgårdsföreningen

## Descripción
Planta vivaz, con raíces cortas, tuberculosas. Tronco de 1 a 20 cm., desnudo, lampiño. Hojas lampiñas, desarrollándose  después de las flores, 1 a 2 radicales, orbiculares pennatifidas. Involucro similar a las hojas, sobrepasando la flor y el fruto.
Las flores amarillas, solitarias y sésiles en el involucro.  Sépalos de 5 a 8, petaloides, caducos, pequeños pétalos de 5 a 8, muy tubulosos, de 2 labios, folículos de 5 a 8, libres, sobre 1 fila. Pedunculillos, divergentes, arrugados transversalmente, a pico igualando la mitad de su longitud.
La floración en Europa ocurre ya a mediados de febrero, siendo junto a las campanillas de invierno o al azafrán silvestre, una de las primeras plantas en hacerlo. Las flores suelen durar alrededor de una semana. Las flores se cierran durante la noche y el mal tiempo, y vuelven a abrirse durante el día. En este proceso de apertura y cierre, los pétalos crecen en longitud.

## Distribución y hábitat
Su hábitat preferente son los lugares húmedos y boscosos. En Europa central, desde Francia y Suiza a Serbia.

## Usos
Planta silvestre de los bosques, se utilizan cultivares en jardinería como tapizante cubre suelos, y está muy valorada como planta ornamental por el hecho de su follaje verde claro y las flores amarillas que aparecen extremadamente temprano en primavera (febrero a marzo).

## Taxonomía
Eranthis hyemalis fue descrita por (Carlos Linneo) Richard Anthony Salisbury y publicado en Transactions of the Linnean Society of London 8: 304, en el año 1807.
Etimología
Eranthis: nombre genérico que deriva de las palabras griegas: er (= primavera) y anthos (= flor) y se refiere a la floración temprana de algunas de sus especies.
hyemalis: epíteto latíno que significa "del invierno"
Híbrido
- Eranthis × tubergenii Hoog - Híbrido con Eranthis cilicicus

Sinonimia
- Cammarum hyemale (L.) Hill
- Cammarum hyemale (L.) Greene
- Eranthis bulgarica (Stef.) Stef.
- Eranthis hyemalis var. bulgaricus Stef.
- Eranthis × tubergenii Hoog
- Helleborus hyemalis L.
- Helleborus involucratus Stokes
- Helleborus monanthos Moench
- Koellea hyemalis (L.) Biria
- Robertia hiemalis (L.) Mérat[4]